# Landtagswahlkreis Märkisch-Oderland IV
Der Wahlkreis Märkisch-Oderland IV (Wahlkreis 34) ist ein Landtagswahlkreis in Brandenburg. Er umfasst die Städte Müncheberg und Seelow sowie die Gemeinde Letschin und die Ämter Golzow, Lebus, Märkische Schweiz und Seelow-Land aus dem Landkreis Märkisch-Oderland. Wahlberechtigt waren bei der letzten Landtagswahl 38.752 Einwohner.

## Landtagswahl 2024
Bei der Landtagswahl 2024 wurde Falk Janke im Wahlkreis direkt gewählt. 
Die weiteren Ergebnisse:
| Gegenstand der Nachweisung | Gegenstand der Nachweisung | Erst- stimmen | Erst- stimmen | Zweit- stimmen | Zweit- stimmen |
| Bewerber                   | Partei                     | Anzahl        | %             | Anzahl         | %              |
| -------------------------- | -------------------------- | ------------- | ------------- | -------------- | -------------- |
| Wahlberechtigte            | Wahlberechtigte            | 38.572        | 38.572        | 38.572         | 38.572         |
| Wählende                   | Wählende                   | 28.864        | 74,8 %        | 28.864         | 74,8 %         |
| Ungültige Stimmen          | Ungültige Stimmen          | 431           | 1,5 %         | 260            | 0,9 %          |
| Gültige Stimmen            | Gültige Stimmen            | 28.433        | 98,5 %        | 28.604         | 99,1 %         |
| davon                      |                            |               |               |                |                |
| Sina Schönbrunn            | SPD                        | 7.531         | 26,5 %        | 7.608          | 26,6 %         |
| Falk Janke                 | AfD                        | 11.040        | 38,8 %        | 10.007         | 35,0 %         |
| Kristy Augustin            | CDU                        | 4.320         | 15,2 %        | 2.723          | 9,5 %          |
| Jan Sommer                 | GRÜNE                      | 578           | 2,0 %         | 733            | 2,6 %          |
| Carolin Schönwald          | Die Linke                  | 2.178         | 7,7 %         | 916            | 3,2 %          |
| Constantin Schütze         | BVB/FW                     | 2.420         | 8,5 %         | 848            | 3,0 %          |
| Aron Wendlandt             | FDP                        | 366           | 1,3 %         | 154            | 0,5 %          |
| –                          | Tierschutzpartei           | -             | -             | 591            | 2,1 %          |
| –                          | Plus (Piraten, ÖDP, Volt)  | -             | -             | 156            | 0,5 %          |
| –                          | BSW                        | -             | -             | 4.596          | 16,1 %         |
| –                          | III. Weg                   | -             | -             | 33             | 0,1 %          |
| –                          | DKP                        | -             | -             | 30             | 0,1 %          |
| –                          | DLW                        | -             | -             | 131            | 0,5 %          |
| –                          | WU                         | -             | -             | 78             | 0,3 %          |

## Landtagswahl 2019
Bei der Landtagswahl 2019 wurde Franz Wiese im Wahlkreis direkt gewählt. Die weiteren Ergebnisse:
| Direktkandidat    | Partei           | Erststimmen in % | Zweitstimmen in % |
| ----------------- | ---------------- | ---------------- | ----------------- |
| Simona Koß        | SPD              | 25,4             | 25,6              |
| Kristy Augustin   | CDU              | 15,8             | 15,2              |
| Bettina Fortunato | Die Linke        | 15,1             | 12,9              |
| Franz Wiese       | AfD              | 25,8             | 26,7              |
| Jan Sommer        | GRÜNE            | 8,8              | 8,1               |
| Bernd Schlieter   | BVB/FW           | 6,4              | 5,3               |
| –                 | PIRATEN          | –                | 0,5               |
| Berthold Stein    | FDP              | 2,7              | 2,9               |
| –                 | ÖDP              | –                | 0,4               |
| –                 | Tierschutzpartei | –                | 2,2               |
| –                 | V-Partei³        | –                | 0,2               |

## Landtagswahl 2014
Bei der Landtagswahl 2014 wurde Simona Koß im Wahlkreis direkt gewählt.
Die weiteren Wahlkreisergebnisse:
| Direktkandidat    | Partei    | Erststimmen in % | Zweitstimmen in % |
| ----------------- | --------- | ---------------- | ----------------- |
| Simona Koß        | SPD       | 27,5             | 32,0              |
| Bettina Fortunato | Die Linke | 25,6             | 19,6              |
| Kristy Augustin   | CDU       | 23,4             | 21,2              |
| Nicklas Symon     | GRÜNE     | 4,7              | 4,8               |
| Fritz Krause-Uhl  | FDP       | 1,2              | 1,3               |
|                   | NPD       |                  | 3,0               |
| Günter Hohensee   | BVB/FW    | 3,3              | 2,0               |
|                   | REP       |                  | 0,3               |
|                   | DKP       |                  | 0,3               |
| Meinhard Gutowski | AfD       | 14,3             | 14,7              |
|                   | PIRATEN   |                  | 1,0               |

## Landtagswahl 2009
Bei der Landtagswahl 2009 wurde Bettina Fortunato im Wahlkreis direkt gewählt.
Die weiteren Wahlkreisergebnisse:
| Direktkandidat       | Partei              | Erststimmen in % | Zweitstimmen in % |
| -------------------- | ------------------- | ---------------- | ----------------- |
| Udo Schulz           | SPD                 | 32,4             | 30,7              |
| Bettina Fortunato    | Die Linke           | 33,0             | 31,6              |
| Olaf Kaupat          | CDU                 | 18,2             | 18,4              |
| -                    | DVU                 | -                | 02,0              |
| Nastasja Ilgenstein  | GRÜNE               | 04,6             | 04,7              |
| Hans-Viktor Hoffmann | FDP                 | 05,6             | 06,0              |
| -                    | 50 Plus             | -                | 00,6              |
| -                    | DKP                 | -                | 00,2              |
| -                    | REP                 | -                | 00,2              |
| -                    | Die-Volksinitiative | -                | 00,6              |
| Manfred Wenzel       | NPD                 | 03,7             | 03,1              |
| -                    | RRP                 | -                | 00,5              |
| Steffen Sonntag      | Freie Wähler        | 02,5             | 01,7              |

## Landtagswahl 2004
Die Landtagswahl 2004 hatte folgendes Ergebnis:
| Direktkandidat             | Partei          | Erststimmen in % | Zweitstimmen in % |
| -------------------------- | --------------- | ---------------- | ----------------- |
| Gunter Fritsch             | SPD             | 23,7             | 27,3              |
| Hans-Georg von der Marwitz | CDU             | 26,5             | 19,4              |
| Wolfgang Heinze            | PDS             | 36,4             | 32,1              |
| –                          | DVU             | –                | 07,8              |
| Andreas Berger             | Grüne           | 03,1             | 02,5              |
| Klaus-Dieter Lehmann       | FDP             | 03,5             | 02,7              |
| Benjamin Gramsch           | AfW             | 03,9             | 01,0              |
| –                          | AUB-Brandenburg | –                | 00,4              |
| –                          | DKP             | –                | 00,1              |
| –                          | Graue           | –                | 00,7              |
| –                          | Familie         | –                | 03,4              |
| –                          | 50Plus          | –                | 00,7              |
| –                          | JA              | –                | 00,3              |
| Falk Janke                 | Offensive D     | 02,9             | 00,9              |
| –                          | BRB             | –                | 00,4              |